# Niski Tunel (Wyżyna Częstochowska)
Niski Tunel, Schronisko w Ryczowie VIII – schronisko w skałach Dupnicy we wsi Ryczów w województwie śląskim, powiecie zawierciańskim, w gminie Ogrodzieniec. Pod względem geograficznym jest to obszar Wyżyny Mirowsko-Olsztyńskiej, będącej częścią Wyżyny Częstochowskiej w obrębie Wyżyny Krakowsko-Częstochowskiej.

## Opis obiektu
Schronisko znajduje się w zachodniej grupie skałek Dupnicy, na niewielkim skalnym grzbiecie. Tunel ma trzy otwory; główny południowy i dwa północne. Otwór główny kończy się skalną niszą. Wszystkie wychodzą na połogi stok. Tunel jest dość niski. Powstał w wapieniach z jury późnej, prawdopodobnie w ich warstwie bardziej miękkiej i podatnej na krasowienie. Nie ma w nim nacieków. Przy otworze północnym dno jest skaliste, w większej części tunelu na spągu występuje kamieniste namulisko. Wewnątrz tunelu jest ciemno, ale częściowo dociera tu rozproszone światło słoneczne. Brak roślin, zwierząt nie stwierdzono.
W 1993 roku sporządzono plan i opis obiektu dla Zarządu Zespołu Jurajskich Parków Krajobrazowych woj. katowickiego. W dokumentacji tej ma nazwę Schronisko w Ryczowie VIII. W 1994 r. Adam Polonius opisał schronisko i sporządził jego plan, nadając mu nazwę Niski Tunel.

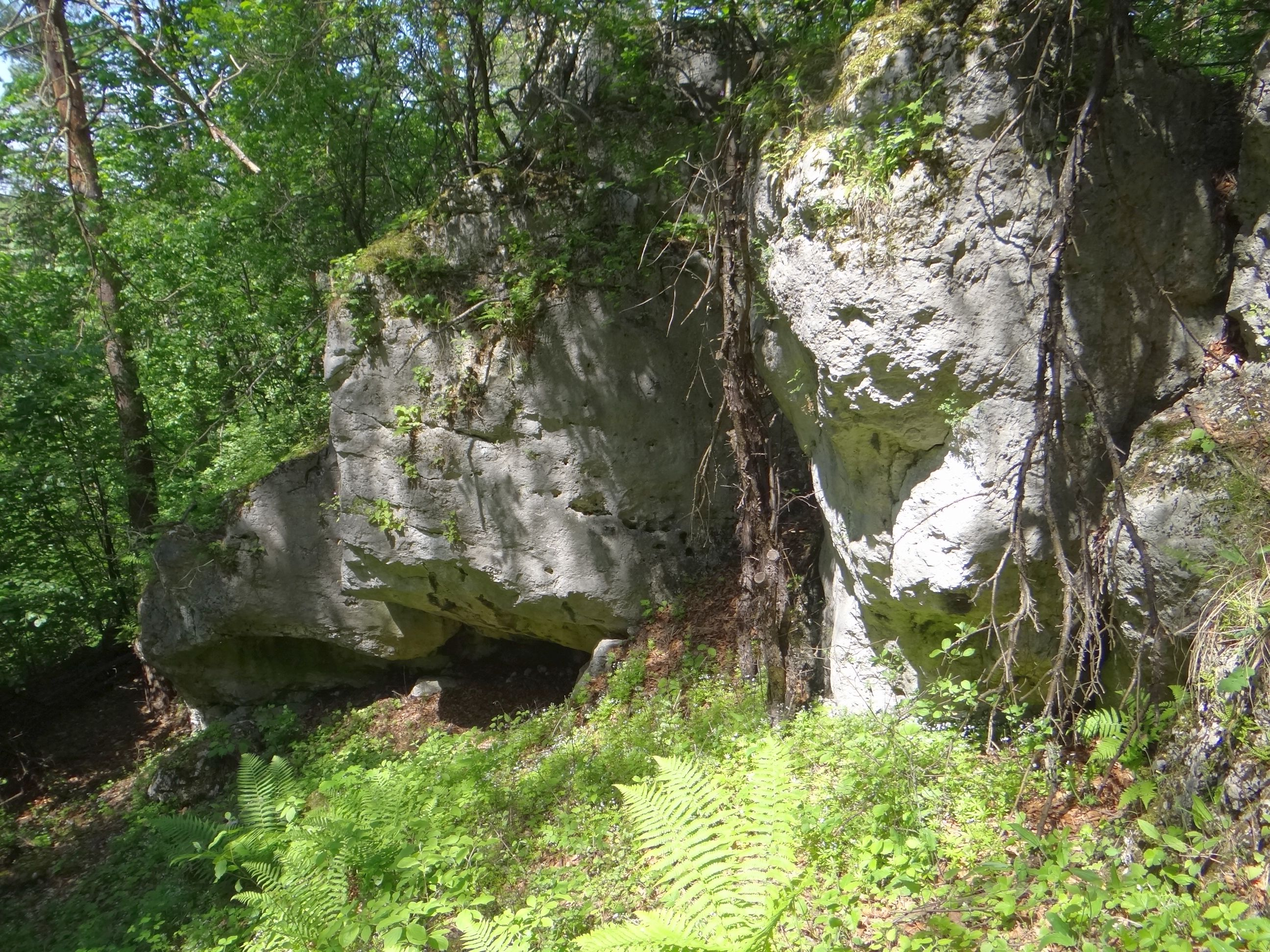
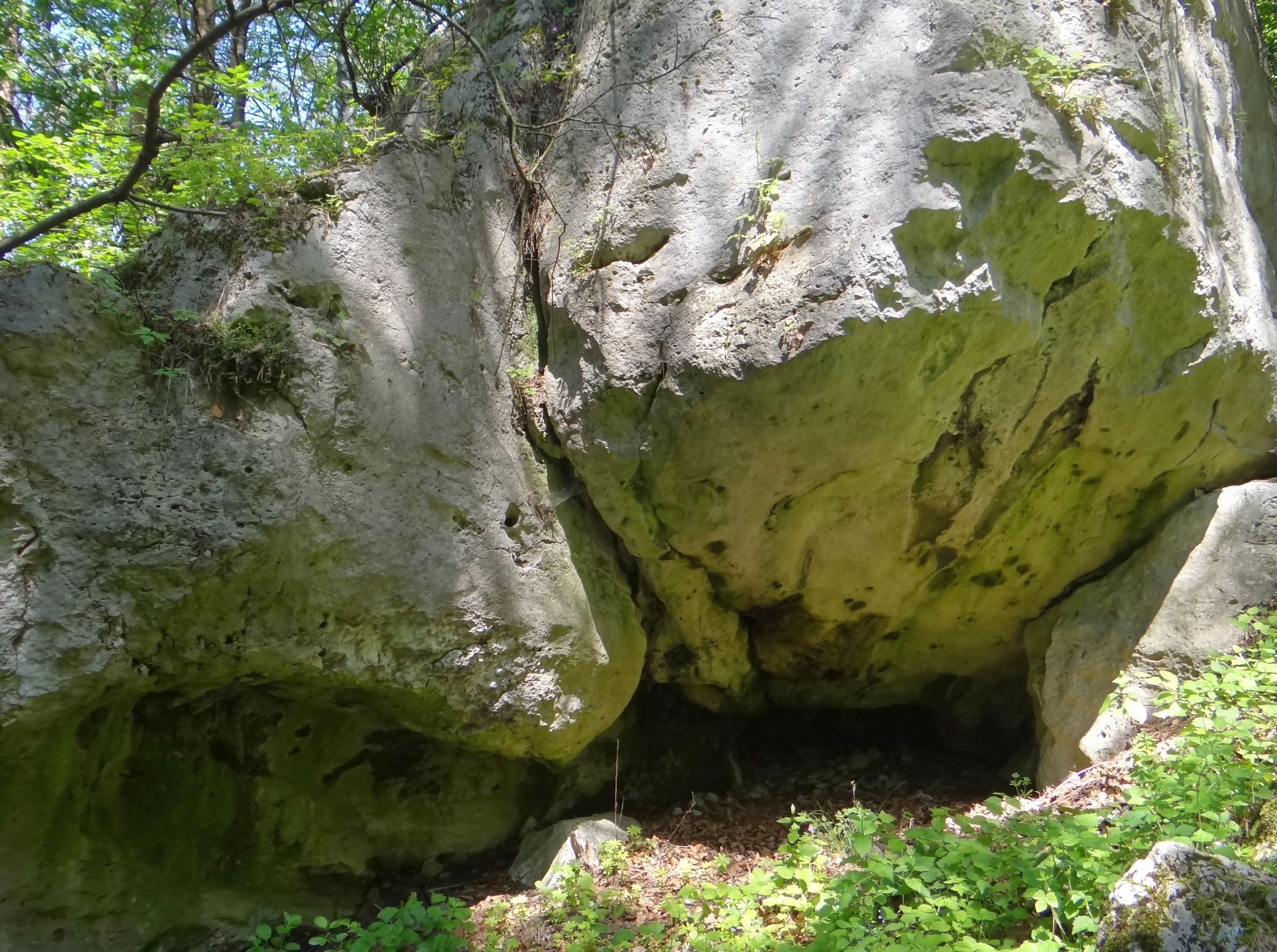
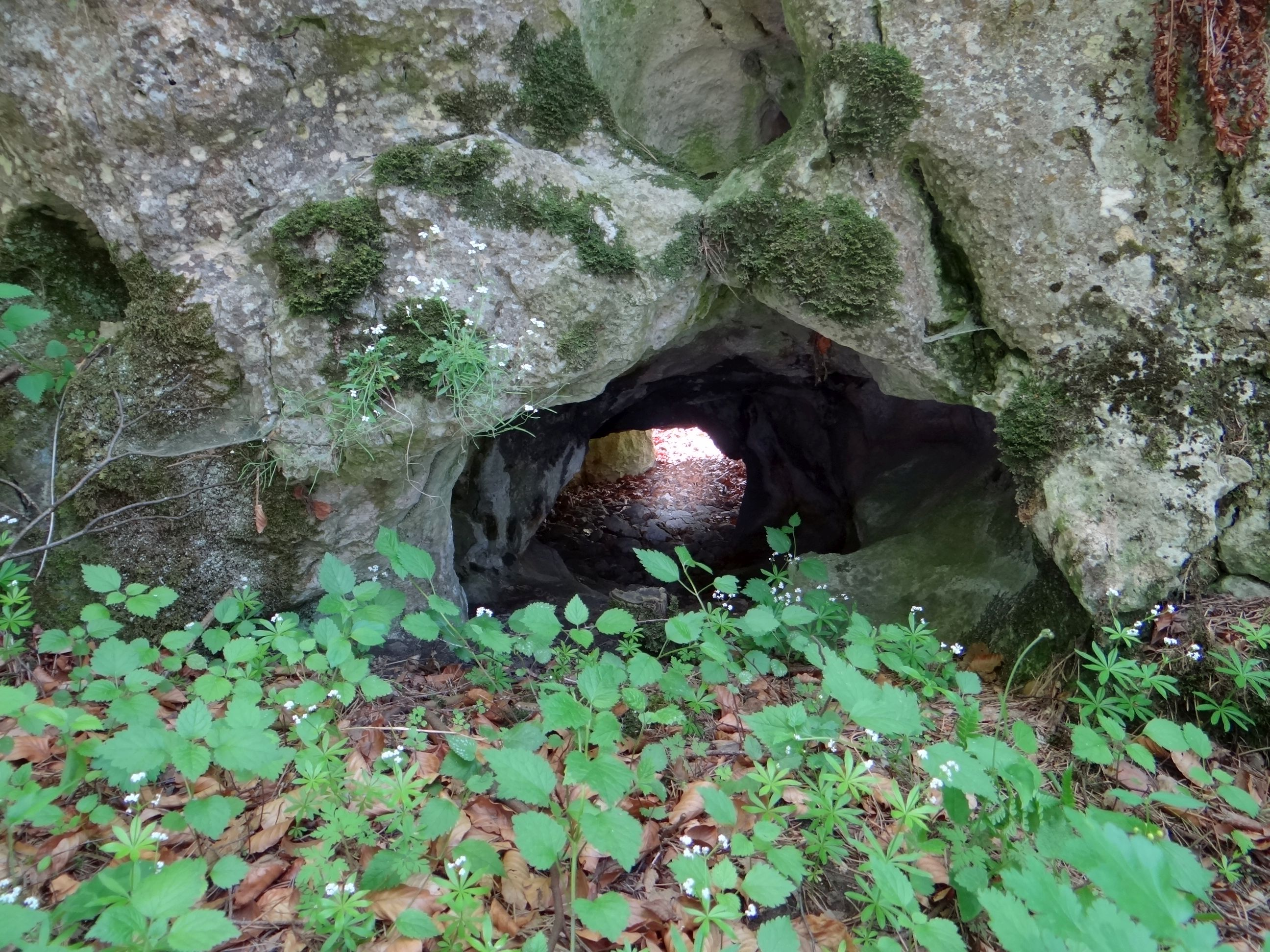
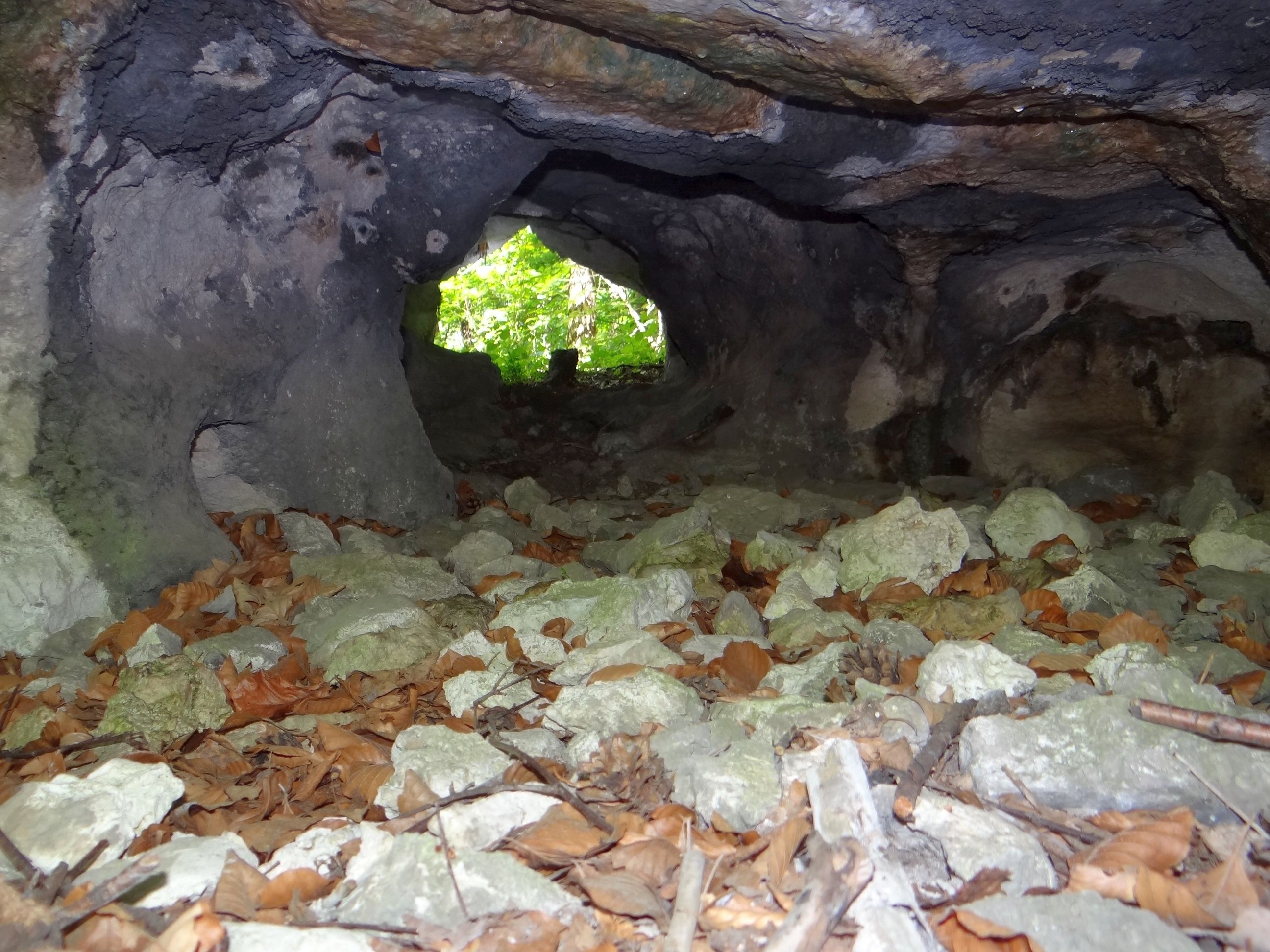